# 石塚宗義
石塚 宗義（いしづか むねよし、? - 応永21年（1414年））は、鎌倉時代から南北朝時代にかけての武士。佐竹氏9代当主佐竹義篤の子で、次郎、掃部助、越後守。10代当主佐竹義宣（義香）の弟。

## 略歴
那珂西郡石塚郷、久慈郡西遠野村、多珂郡桜井郷、多珂郡木佐良村を譲られ、石塚氏と称したとされ、今も残る佐竹一族の中では小場氏と並んで最も古い家系である。代々、一族で婚姻を繰り返し、庶子家自体も、第二次的な庶子家を分家させて、佐竹氏は大規模な物領制を形成したという。
正平17年（1362年）に石塚城を築いたと伝わる。

## 兄弟
「寛政重脩諸家譜の第1輯」によると、義宣とは同じ母（小田知貞の娘）とされる。異母兄弟には兄に小場義躬（母は濱名氏の娘で、小場氏の養子となる）、弟に乙王丸、大山義孝、藤井義貫（義実）がいる。乙王丸は幼い時に死亡したとされる。
女きょうだいは3人いるが、全員含めてどんな順番に生まれたかは不明。うち1人は義宣、宗義と同じ母で、小田氏某に嫁いだとされ、他2人は中前（なかのまえ）、乙前（おとのまえ）と称し、嫁ぎ先など詳細は不明。